# Henri Malosse
Henri Malosse (nacido el 6 de octubre de 1954 en Montpellier, Francia) es un representante francés del mundo empresarial y es el 30.º presidente del Comité Económico y Social europeo (EESC) (abril de 2013-octubre de 2015).

## Biografía

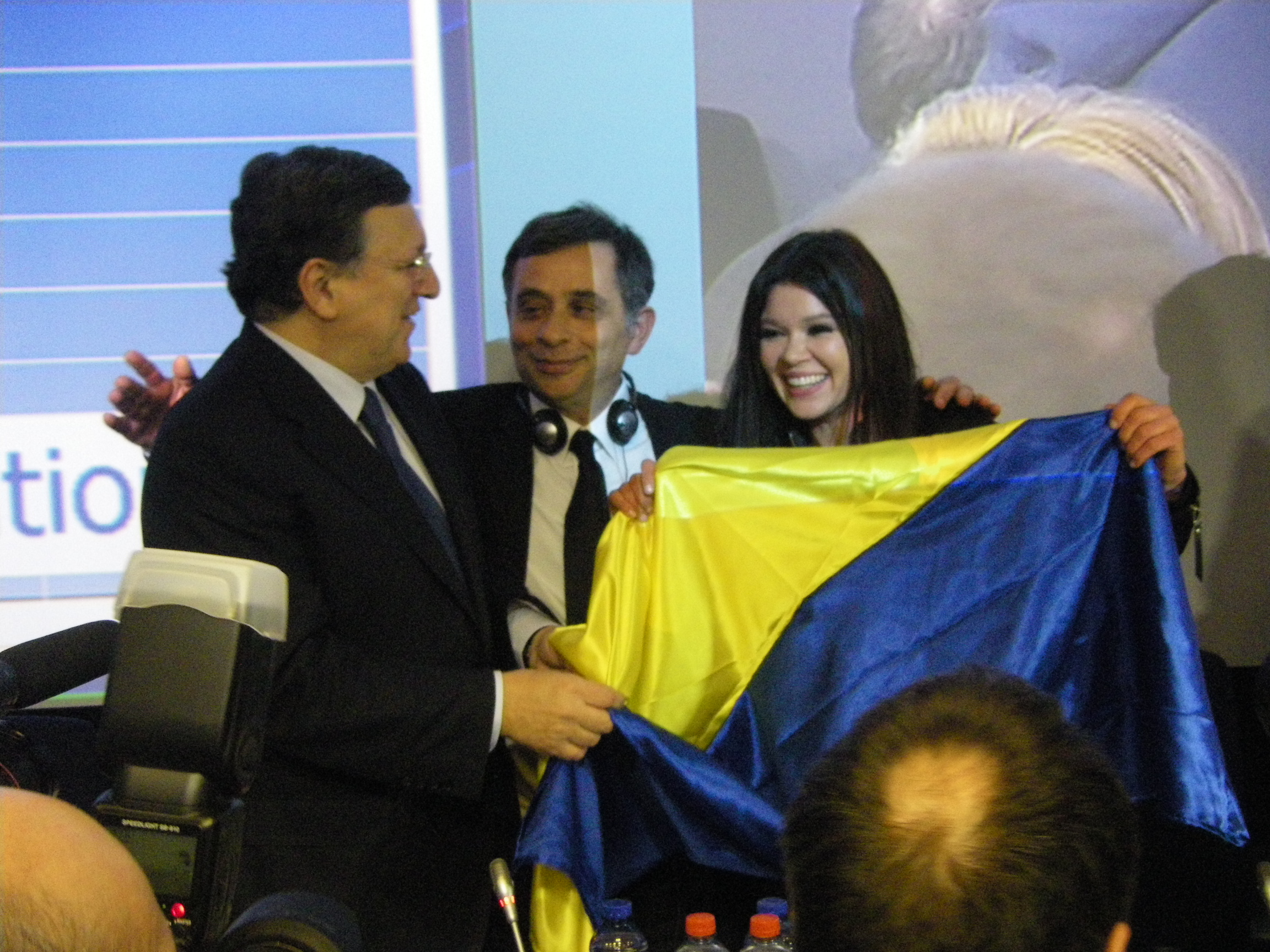
Henri Malosse, anterior EESC Presidente con Ruslana Lyzhychko y José Manuel Barroso, Presidente de Comisión europea, en el 01/2014 EESC Pleno en Bruselas.

Henri Malosse nació el 6 de octubre de 1954 en Corsican. A los 16 años,  empezó a explorar las culturas de Europa Oriental y habla polaco, ruso y alemán. Malosse se graduó del Instituto de París de Ciencia Política(Ciencias Po) en 1976.
Está implicado en políticas europeas para pymes, inspirando la creación del Euro Info Centros. Trabajó para crear la delegación de la Asamblea de Cuartos franceses de Comercio e Industria a la Unión Europea, y supuso su presidencia seis años más tarde.También cree la Asociación europea de Pequeñas y medianas empresas en la Eurocámara.
En 1995  trabajó en el Comité Económico y Social europeo - EESC, un cuerpo consultivo de la Unión Europea, del cual ya estaba elegido presidente en abril de 2013, Rudy Aernoudt devenir su director de gabinete.
Es el autor  de más de 50 informes, incluyendo la crítica de Bolkestein Directiva y varios libros.
El 31 de marzo de 2014, durante la visita de Xi Jinping en Bruselas,  participó en una marcha para derechos humanos en China. Visitó al 14.º Dalai Lama en Dharamsala el 10 de marzo de 2014, siguiendo cuál el MEPs Marine Le Pen y Philip Claeys pidió la supresión del EESC en una resolución de borrador.
El 15 de octubre de 2014, Henri Malosse recibió lal Orden Nacional de la Legión de Honor por el presidente anterior de la República francesa, Valery Giscard d'Estaing, en Bruselas.

## Publicaciones
- (Con Frederic Fappani von Lothringen) L'Europa c'est quoi vierte toi ?, Ed. Harmattan, 2019 (  )
- (Con Laure Limousin) Construyendo Europa: La Historia y Futuro de una Europa de la Construcción /de Personas européenne-Histoires et avenir d'une Europa des peuples/ ed L'harmattan, 2012, (  )
- (Con Bruno Vever)  tenemos que salvar el ciudadano europeo! - Un "C plan" a unos ciudadanos' Europa /Il faut sauver le citoyen européen ! - Un "Plan C" vierte rendre l'Europa aux citoyens/, Ediciones Bruylant Archivado el 1 de marzo de 2014 en Wayback Machine., 2010, (  )
- (Con Pascal Fontaine) Europa de Un a Z /L'Europa de Un à Z/, Ediciones Bruylant Archivado el 1 de marzo de 2014 en Wayback Machine., 2006, (  )
- (Con Bernard Huchet) Unificando la Europa más Grande /Unifier la Grande Europa/, prefacio por Jean-Pierre Raffarin, postscipt por Jacques Santer, Ediciones Bruylant Archivado el 1 de marzo de 2014 en Wayback Machine., 2001, (  )
- Europa en vuestro doorstep: una guía a UE que financia mecanismos /L'Europa à votre porte : les instrumentos de financement et de cooperación/, París : Centro français du comercio extérieur, 1991, (  )
- (Con Pascal Fontaine) Las Instituciones europeas /Les instituciones européennes/, Retz, 1992, (  )
- (Con Édith Cresson), Europa en vuestro doorstep: manual práctico en las acciones del EEC respecto de operadores económicos /L'Europa à votre porte : manuel pratique sur les acciones de la CEE intéressant les opérateurs économiques, París: Centro français du comercio extérieur, 1989, (  )